# Benelli 500 4C
De Benelli 500 4C(ilindri) was een motorfiets die door het merk Benelli werd ingezet van 1967 tot 1973. 
Benelli zette vanaf 1962 de Benelli 250 4C in het wereldkampioenschap wegrace in. In 1967 begon men met de ontwikkeling van twee zwaardere machines, de Benelli 350 4C en een opgeboorde versie daarvan, de 491 cc grote Benelli 500 4C. Die machine had dezelfde slag van 42 mm als de 350 4C, maar door de boring te vergroten van 51 mm naar 61 mm kreeg de machine een cilinderinhoud van 491 cc. 
Renzo Pasolini won er in Italië een race mee, maar het was duidelijk dat de machine verbeterd moest worden voordat hij in het wereldkampioenschap wegrace kon worden ingezet. In de Senior TT reed Pasolini de machine, maar hij viel uit terwijl hij op de derde plaats lag. 
In 1968 reed Mike Hailwood de machine in de Grand Prix des Nations, maar viel op de natte baan, maar Pasolini werd tweede achter Giacomo Agostini met de MV Agusta.
De ontwikkeling van de 500 4C kwam op een laag pitje te staan toen Benelli zich in 1969 helemaal concentreerde op de 250 cc wereldtitel, die Kel Carruthers ook binnenhaalde. In 1970 reed Pasolini de machine weer in Monza, maar hij moest door een olielekkage opgeven. 
Doordat de ontwikkeling en productie van motorfietsen in de winter van 1970-1971 door stakingen in de metaalindustrie tegengewerkt werden, werd er weinig aan de machine gedaan. Benelli moest zich terugtrekken uit de 250 cc klasse toen de FIM 250 cc viercilinders in de ban deed. In augustus werd Benelli overgenomen door Alejandro de Tomaso. Die had niet veel op met races, en concentreerde zich vooral op het moderniseren van de toermotorfietsen van het merk. De 350 4C en de 500 4C werden nog sporadisch ingezet in Italiaanse races, meer als reclameproject dan als serieuze overwinningskandidaat. 
Toch werd de motor in 1972 herzien. Hij kreeg een boring-slagverhouding van 54 x 54 mm en mat 494,7 cc. Hij verscheen in de belangrijke Italiaanse voorjaarsraces, waar hij in 1972 werd bestuurd door Jarno Saarinen en in 1973 door Roberto Gallina en Walter Villa. 

## Technische gegevens
| Benelli                | 500 4C                                    |
| ---------------------- | ----------------------------------------- |
| Periode                | 1967-1973                                 |
| Categorie              | fabrieksracer                             |
| Motortype              | viertakt                                  |
| Bouwwijze              | luchtgekoelde viercilinder lijnmotor DOHC |
| boring                 | 51 mm vanaf 1972: 54 mm                   |
| slag                   | 42 mm vanaf 1972: 54 mm                   |
| Cilinderinhoud         | 491 cc vanaf 1972: 494,7 cc               |
| Carburateur(s)         | onbekend                                  |
| Smeersysteem           | wet-sumpsysteem                           |
| Compressieverhouding   | onbekend                                  |
| Max. Vermogen          | 69,1 kW/94 pk bij 14.000 tpm              |
| Topsnelheid            | ca. 280 km/h                              |
| Primaire aandrijving   | tandwielen                                |
| koppeling              | meervoudige droge platenkoppeling         |
| versnellingen          | 7                                         |
| Secundaire aandrijving | ketting                                   |
| Rijwielgedeelte        | dubbel wiegframe                          |
| Voorvork               | telescoopvork                             |
| Achtervork             | swingarm                                  |
| Remmen                 | trommelremmen, later schijfremmen         |
| Tankinhoud             | onbekend                                  |
| Droog gewicht          | onbekend                                  |